# C'est pas parce qu'on a rien à dire qu'il faut fermer sa gueule...
Pour plus de détails, voir Fiche technique et Distribution.
C'est pas parce qu'on a rien à dire qu'il faut fermer sa gueule... est un film français réalisé par Jacques Besnard, sorti en 1975.

## Synopsis
Max et Riton, deux voyous minables, agissent sous les ordres de Phano. Après un casse raté, ce dernier les congédie avant de les rappeler pour leur proposer le plus gros coup du siècle : voler les fonds de la caisse de retraite de la SNCF entreposés dans un coffre-fort sous la gare de l'Est à Paris. Pour pouvoir voler l'argent, ils doivent ouvrir le coffre en pratiquant une ouverture dans le mur mitoyen situé dans les toilettes de la gare. Mais afin de ne pas éveiller les soupçons de « Madame Pipi », ils doivent agir sous divers déguisements successifs.
Dans une camionnette garée aux abords de la gare, ils entreposent de multiples déguisements et se débrouillent pour descendre dans les toilettes de la gare par intervalles de 3 minutes pour se relayer dans la cabine no 3 et forer patiemment un trou dans le mur. Les toilettes étant très fréquentées, ils doivent en permanence ruser pour empêcher quʼun autre client utilise la cabine et ne les repère. Ils reviennent pendant la nuit pour finir le travail et réussissent à dérober les liasses de billets entreposées dans le coffre de la banque.
Alors quʼils sortent au petit matin de la gare avec la valise contenant les billets, un agent de police les arrête pour stationnement illicite devant la gare. Dans la confusion, Max pose la valise sur le trottoir, juste à côté dʼautres valises dʼun car scolaire. Ayant réussi à échapper à lʼagent de police, les trois hommes doivent suivre lʼautocar. Alors que Max réussit à récupérer la valise, il jette celle-ci, qui atterrit dans une voiture décapotable et se retrouve ensuite embarquée à bord dʼun train pour Francfort-sur-le-Main. Riton réussit de justesse à récupérer la valise.
Les trois hommes rentrent alors avec leur butin. Phano, qui met ses deux sbires à l'amende pour leurs différentes gaffes, convient dʼun partage de lʼargent mais leur explique quʼil est plus sage de laisser dormir lʼargent pendant 6 mois, pour ne pas se faire repérer et pour ne pas tomber victime dʼun changement trop brusque de train de vie. Ils constatent avec jubilation que personne nʼest sur leurs traces et que Madame Pipi, interrogée par les caméras de télévision, a déclaré nʼavoir rien vu ni remarqué.
Cʼest alors que Madame Pipi les retrouve dans un restaurant et leur révèle quʼelle a compris quʼils étaient les auteurs du larcin. Elle leur révèle son passé de joueuse dans les casinos, mais qui a dû réduire son train de vie. Elle leur propose de monter un casino dans lequel ils seraient ses associés.
Leur casino devient prospère et au bout de 6 mois elle leur annonce le quadruplement de leur capital de départ, qui va donner lieu à un partage. Cʼest alors quʼils constatent avec effroi que leur propre coffre-fort a été dévalisé et que le modus operandi était le même que pour eux, à savoir via un trou depuis les toilettes.
Ruinés, on les voit assis sur un banc de Paris où Madame Pipi, qui a retrouvé du travail dans les toilettes de la station Palais Royal, leur dévoile son plan pour se refaire... en creusant un trou pour cambrioler la Banque de France.

### Liste des déguisements utilisés

#### Par Max
Plombier, Contrôleur SNCF, Pêcheur, Anglais, Commandant de l'aéropostale, Hippie (Riton lui ayant volé son costume préféré d'Écossais).

#### Par Riton
Plombier, Marin, Facteur, Artiste, Écossais (il vole ce déguisement à Max en échange de son costume de hippie).

#### Par Phano
Homme d'affaires, Bavarois, Marin-pêcheur, Vacancier, Moine.

## Fiche technique
- Titre : C'est pas parce qu'on a rien à dire qu'il faut fermer sa gueule...
- Réalisation : Jacques Besnard
- Scénario : Jacques Besnard et Jean Halain, d'après une idée de Christian Clavier, Gérard Jugnot et Thierry Lhermitte
- Dialogues : Jean Halain, Albert Kantoff
- Assistant réalisateur : Michel Lang
- Musique : Gérard Calvi
- Producteur : Yves Rousset-Rouard
- Photographie : Jean-Pierre Baux
- Montage : Gilbert Natot
- Son : Jacques Gallois, Maurice Gilbert
- Genre : comédie
- Durée : 95 minutes
- Date de sortie : 22 janvier 1975

## Distribution
- Bernard Blier : Stéphane, dit Phano
- Jean Lefebvre : Riton
- Michel Serrault : Max
- Tsilla Chelton : Rose, dite « la dame-pipi »
- Marion Game : Lulu
- Maurice Travail : le passager du train
- Gérard Jugnot : Gaston, le contrôleur
- Christian Clavier : le CRS homosexuel dans les toilettes
- Max Amyl : l'agent de police devant la gare
- Popeck : un flic à la gare
- Bob Asklöf : l'ami de Lulu

## Autour du film
- Le titre est une phrase célèbre de Michel Audiard, et prononcée dans le film par la dame-pipi.
- L'idée originale du film est créditée (générique de début) à Christian Clavier, Gérard Jugnot et Thierry Lhermitte (par ordre alphabétique), qui constituent le noyau de la troupe du Splendid.
- À noter la phrase : « Le jour où on mettra des cons dans un panier, tu seras pas sur le couvercle », qui ressemble à la réplique culte « Le jour où on mettra les cons sur orbite, t'auras pas fini de tourner » écrite par Michel Audiard et prononcée par Jean Gabin dans Le Pacha.
- « Les conneries, c'est comme les impôts : on finit toujours par les payer. »
- Le journal télévisé dans lequel est évoqué le casse, est celui de la première chaîne de l'ORTF, alors en service lors du tournage. L'année de sortie en salles de ce film coïncide, quant à elle, avec la reprise du même canal par TF1, à la suite de l'éclatement de l'office de radiodiffusion.
- Phano utilise un tableau rempli de formules mathématiques pour impressionner Max et Riton et expliquer la stratégie à adopter. Une équation simple d'un degré à une inconnue est mal écrite : Pi ressemble à x, et sa tentative de résolution tient en 6 lignes avec une erreur de signes, le carré de 1/3 étant égal à 1/6 au lieu de 1/9. On  arrive à une équation du 3ème degré non résolue.
- Phano déguisé en Bavarois se lave les mains en fredonnant Heili...Heilo. Un groupe de 4 personnes arrive et reprend en chœur le chant que chantait la Wehrmacht.
- Bernard Blier, Jean Lefebvre et Michel Serrault étaient déjà partenaires sept ans auparavant dans le film Du mou dans la gachette (Les tueurs).